# Angela M. O'Donnell
Angela M. O'Donnell es una psicóloga educativa de la Universidad de Rutgers, que ha realizado importantes contribuciones al campo del aprendizaje colaborativo (O'Donnell, Hmelo-Silver, & Erkens, 2006), y que es coautora de uno de los manuales de introducción sobre el tema más ampliamente utilizado (O'Donnell, Reeve, & Smith, 2007). Es miembro del comité de revisión editorial de 
diversas revistas especializadas (Contemporary Educational Psychology, Educational Psychologist, Educational Psychology Review,  J. of Experimental Education, y J. of Educational Psychology).